# Лотерейный билет № 9672
«Лотере́йный биле́т» (фр. Un billet de loterie: le numéro 9672) — приключенческий роман французского писателя Жюля Верна, входящий в цикл «Необыкновенные путешествия». Написан в 1886 году. В основу книги положено путешествие Жюля Верна в Норвегию (1861). С точки зрения автора «Словаря Жюля Верна» Ф. Анжелье, один из самых слабых романов писателя.

## Публикация
Первая публикация романа — в журнале Этцеля «Magasin d’Éducation et de Récréation» с 1 января по 1 ноября 1886 года, под заглавием «Лотерейный билет номер 9672».
Первое книжное издание романа (под тем же заглавием), в которое также вошёл рассказ «Трикк-Тррак», увидело свет 4 ноября 1886 года.
Эти рассказ и роман, вместе с романом «Робур-Завоеватель», вошли в иллюстрированное издание (40 иллюстраций к данному роману сделал Жорж Ру), вышедшее 11 ноября 1886 года; это был двадцать первый «сдвоенный» том «Необыкновенных путешествий».

## Сюжет
Основная тема произведения — трогательная история романтической любви мужчины и женщины, живущих в Норвегии. Их имена — Гульда Хансен и Оле Камп. Оле уходит в плаванье после помолвки, а Гульда остаётся в родном селении Телемарка Дааль. Оле пишет своей невесте письмо, в котором он упоминает о богатстве, которое он привезёт с собой. Гульда начинает переживать за своего жениха, а её брат Жоэль, чтоб отвлечь её, начинает подготовку к свадьбе. Она назначена на 25 мая. Однако Оле всё не возвращается, и Жоэль тоже начинает переживать. Потом в гостиницу фру Хансен заходит некий очень грубый человек по имени Сангоист. Он как бы «исследует здание», а когда фру Хансен узнаёт его имя, она рвёт счёт. Жоэль, чтобы Гульда не грустила, отправляется с ней в ежедневные прогулки по Телемарку. Они идут на водопад Рьюканфорс, и видят там человека, висящего на камне. Они спасают его, а потом оказывается, что это известный профессор законоведения Сильвиус Хог. Он узнаёт историю Гульды, и на время поселяется в доме семьи Хансенов. Несчастная девушка стала вызывать сочувствие всей Норвегии. Тем временем Сильвиус Хог втайне от Гульды и Жоэля начинает заниматься поисками Оле. Он шлёт письма в морское ведомство, и они посылают спасательную экспедицию. Они ничего не находят, кроме бутылки, в которой был вложен лотерейный билет на номер 9672. На другой его стороне написана предсмертная записка Оле. В ней указано, что он потерпел кораблекрушение, и этот билет — всё, что он может дать своей невесте. Оле завещает, чтоб Гульда была на розыгрыше лотереи. Невеста узнаёт, что богатство — этот билет, но он ей представлялся уже только как предсмертная записка своего жениха. Многие люди хотят выкупить билет, однако Гульда наотрез отказывается. Фру Хансен хочет, чтобы её дочь продала билет, потому что за него дали бы крупные суммы денег. Вскоре Сандгоист приходит вновь, и тайна раскрывается — он ростовщик, известный на всю Норвегию своей бессердечностью. Дом и гостиница были даны семье Хансенов в залог. Он требует за то, чтобы эта собственность оставалась у Хансенов, требует билет. Ещё он хочет отдать им изрядную сумму денег. Фру Хансен меняет билет на расписку ростовщика. Это происходит в отсутствии Хога. Гульда, Жоэль и профессор отправляются в Христианию на розыгрыш лотереи. Вскоре они узнают, что выигрышный билет — № 9672. Однако на вопрос, кто его выиграл, из толпы слышится ответ Оле: — Я!. Узнаётся, что экспедиции, посланные Хогом, увенчались успехом, а ещё он выкупил у Сандгоиста билет за те же деньги. Он скрыл это от Гульды, чтобы сделать ей приятный сюрприз. Молодые люди пышно и счастливо празднуют свадьбу, принесши достаток семье. В книге тщательно описывается жизнь Норвегии.

## Интересные факты
- Работа над романом была начата в 1885 году.
- История путешествия автора в Норвегию, положенного в основу произведения, воссоздана в статье профессора Анри Пона «Жюль Верн в Норвегии».